# Haapaniemi, Rantasalmi
Haapaniemi (svenska: Aspnäs) är en gård i Rantasalmi, på vilken en av Göran Magnus Sprengtporten inrättad krigsskola var förlagd 1781-1819. Den var en föregångare till Finska kadettkåren, vilken startade sin verksamhet i Fredrikshamn 1821.
När skolan flyttades till Fredrikshamn, hyrdes gården ut. Hyresgäster var på 1800-talet till exempel kapten M. H. Swartz, häradsfogden Cajander och K. Forss. År 1921 köptes gården av Tuomas Kankkunen.